# Цур-Мюлен, Раймунд фон
Раймунд фон Цур-Мюлен (в старых источниках часто Цур-Милен, нем. Raimund von zur Mühlen; 10 ноября 1854, имение Ной-Теннасильм, Феллинский уезд Лифляндской губернии, Российская империя (ныне деревня Уусна, Вильяндимаа, Эстония) — 9 декабря 1931, Англия) — немецкий певец (тенор) и педагог.

## Биография
Пению обучался в Высшей музыкальной школе в Берлине, затем у Ю. Штокхаузена во Франкфурте-на-Майне и у Р. Бюссина в Париже. Выступал как концертный певец, совершенствовался в области немецкой камерной вокальной лирики. Песни Р. Шумана изучал под руководством К. Шуман. Много гастролировал по городам Германии, с 1882 неоднократно с огромным успехом выступал в Англии. Впервые ввёл в концертную практику специальные камерные вокальные вечера, в программы которых включал песенную лирику Р. Шумана и Ф. Шуберта. В 1903 году в Москве принял участие в исполнении оратории Г. Берлиоза «Осуждение Фауста». В 1905 году поселился в Лондоне где продолжал концертную деятельность, преподавал пение и вскоре стал известным педагогом. В 1906 году он пел перед императорской семьей в Царском Селе. С 1925 жил в Стейнинге, где полностью посвятил себя преподаванию пения.

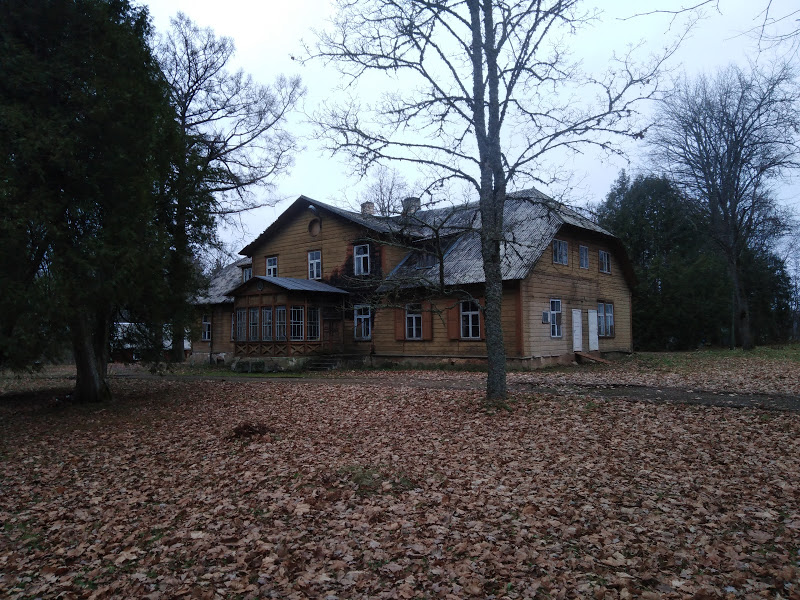
Вид на место рождения певца.

## Творчество
Один из видных немецких камерных певцов конца XIX — начала XX вв., Цур-Мюлен обладал голосом красивого, проникновенного тембра. Его пение отличалось совершенством вокальной техники, необычайной тонкостью фразировки и ясностью дикции, полным слиянием слова и музыки; певец обладал редким артистичным обаянием. Цур-Мюлен один из лучших интерпретаторов песен Шумана и Шуберта.